# Будинок губернатора (Дніпро)
Будинок губернатора (Дніпро) — пам'ятка історії та архітектури національного значення в Дніпрі, що знаходиться на розі проспекту Дмитра Яворницького та вулиці Воскресенської. З 1887 до 1917 у будинку розташовувалася офіційна резиденція Катеринославських губернаторів.

## Історія садиби

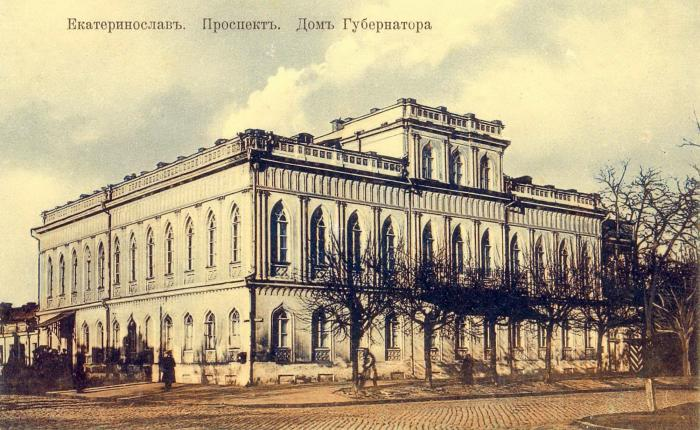
Будинок губернатора, початок ХХ сторіччя.

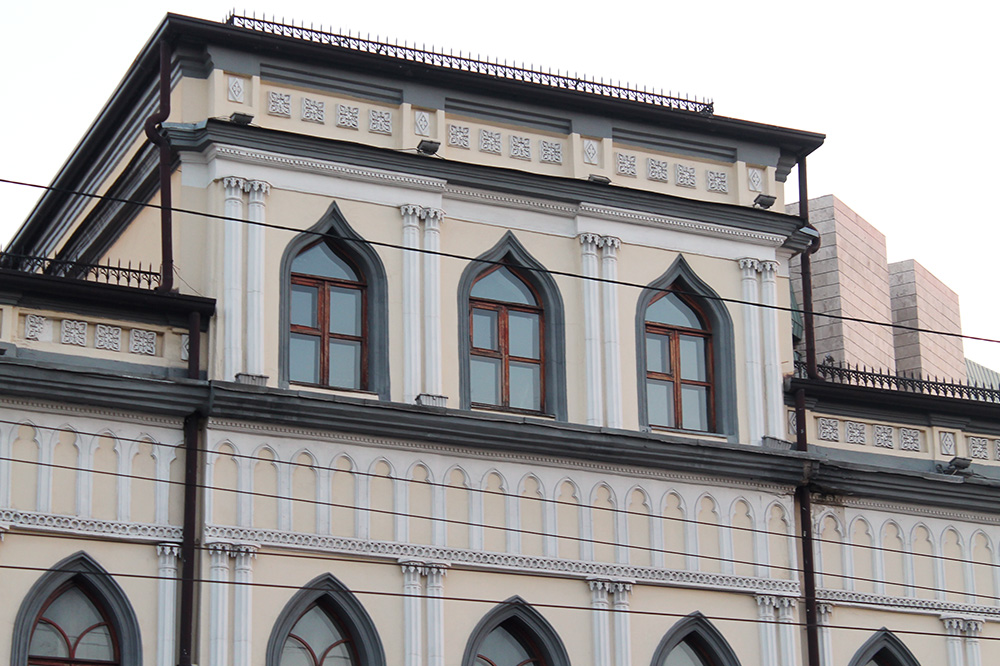
Мезонін Будинку губернатора, позаду — будівля Дніпровської міської ради.

Будинок зведений у першій половині XIX століття, ймовірно у 1830—1840 роках, як садиба майора Щербакова. Цегляна двоповерхова будівля з мансардою виконана у нетиповому для Катеринослава неоготичному стилі. З 1850 споруда була в оренді катеринославського Англійського клубу, а у 1887 будівлю викуплено для облаштування будинку Катеринославських губернаторів.
Під час революції неодноразово змінював призначення, зокрема з грудня 1917 був місцем засідань Ради робітничих та солдатських депутатів Катеринослава, за що отримав у народі назву «катеринославський Смольний». З 1919 у будівлі розташовувався губернський виконавчий комітет, згодом — Будинок учителя, з 1934 — Будинок піонерів, а з 1970-х — комітети Добровільне товариство сприяння армії, авіації і флоту.
У 1983 році будинок спорожнів та швидко занепав. Наприкінці 80-х планувалося перетворити його на філію Історичного або Художнього музею, але через нестачу коштів плани не здійснилися. У 1990-х «Приватбанк» придбав і після капітального ремонту облаштував у Будинку губернатора банківське відділення.
З 2020 року у будинку розташовується Музей історії Дніпра.